# Digital Video Broadcasting

Логотип DVB

Digital Video Broadcasting, DVB (укр. Цифрове телевізійне мовлення) — сімейство міжнародних відкритих стандартів цифрового телебачення.

## Історія
Роботи над проєктом DVB розпочались в 1993 р. В ньому брали участь більше 200 фірм та організацій з багатьох країн Європи. В 1994 р. були вироблені основні положення стандарту DVB-C (цифрового кабельного телебачення) та DVB-S (цифрового супутникового телебачення). Роботу над стандартом цифрового наземного (ефірного) телебачення DVB-T було завершено пізніше, в 1996 році.

## Характеристики
В основі стандартів DVB лежить стандарт кодування відео та аудіо MPEG-2. В стандартах DVB, окрім параметрів стандартизованих MPEG-2, визначено також методи стійкого до перешкод кодування, канального кодування, модуляції несучих частот, передачі додаткової інформації, захисту інформації від несанкціонованого доступу, та інші методи, необхідні для організації цифрового телевізійного мовлення.
Синтаксис транспортного потоку DVB розширено в порівнянні з MPEG-2. Передбачено нові типи пакетів з особливими ідентифікаторами (PID, англ. packet identifier). Серед них типу SI (англ. service information — сервісна інформація), в яких передається інформація про джерело ТБ-програми, параметри каналу зв'язку, класифікація вмісту програми тощо.
Стандарти DVB забезпечують умовний доступ (CA, англ. conditional access), що дозволяє створювати системи платного телебачення. При цьому стандартизовано лише загальні елементи системи умовного доступу, а конкретна реалізація залежить від фірми-постачальника обладнання та мовника.
Стандарти DVB дозволяють можливість введення додаткових, не описаних стандартом, пакетів даних. В цих пакетах мовник може передавати інформацію для електронної програми передач, та іншу інформацію. Тому для різних постачальників послуг ТБ мовлення можуть знадобитись різні декодери.

## Основні групи стандартів DVB по сфері використання
| Назва групи | Значення                                                                | Опис | Модуляція                                                             |
| ----------- | ----------------------------------------------------------------------- | --- | --------------------------------------------------------------------- |
| DVB-S       | Супутникові сервіси (англ. Satellite services)                          | Передавання компресованого відео і аудіо, а також додаткової інформації через супутник. | квадратурна фазова модуляція QPSK, 8PSK, квадратна модуляція (16-QAM) |
| DVB-S2      | Супутникове мовлення другого покоління (англ. Satellite 2nd generation) | Теж саме, що DVB-S, з можливістю використання додаткових типів модуляції із збільшенням пропускної здатності каналу зв'яку в декілька раз, а також іншими удосконаленнями.                               | QPSK, 8PSK, 16APSK або 32APSK,                                        |
| DVB-SH      | Супутникове портативне мовлення (англ. Satellite handheld)              | Супутникове/наземне мовлення, з можливістю мобільного прийому. Можливість використання одночасно супутникових і наземних систем зв'язку (так звані гібридні мережі).                                     | QPSK, 8PSK, 16APSK                                                    |
| DVB-C       | Кабельне мовлення (англ. Cable)                                         | Передавання компресованого відео і аудіо, а також додаткової інформації через кабельні мережі. | 16-QAM, 32-QAM, 64-QAM, 128-QAM або 256-QAM,                          |
| DVB-C2      | Кабельне мовлення другого покоління (англ. Cable 2nd generation)        | Цифрове кабельне мовлення «другого покоління» | QPSK, 16-QAM,64-QAM, 256-QAM, 1024-QAM, 4096-QAM                      |
| DVB-T       | Наземне ефірне мовлення (англ. Terrestrial)                             | Передавання компресованого відео і аудіо, а також додаткової інформації через мережі наземного ефірного телебачення (стаціонарний прийом).                                                               | 16-QAM, 64-QAM (або QPSK) разом із COFDM                              |
| DVB-T2      | Ефірне мовлення другого покоління (англ. Terrestrial 2nd generation)    | Теж саме, що DVB-T, з можливістю використання нових типів модуляції і канального кодування, що збільшує пропускну здатність каналу зв'язку порівняно з DVB-T у 2 рази. Цей стандарт не сумісний з DVB-T. | QPSK, 16-QAM, 64-QAM, 256-QAM                                         |
| DVB-H       | Портативне мовлення (англ. Handheld)                                    | Теж саме, що DVB-T, тільки для рухомого прийому. | OFDM                                                                  |
| DVB-IPDC    | Передача даних через міжмережевий протокол (англ. IP Datacast)          | Спосіб представлення інформації DVB-H (в загальному випадку для передачі по мережах IP). |                                                                       |